# Masakra w Huli
Masakra w Huli – ostrzał artyleryjski i masowe egzekucje dokonane przez syryjską armię i prorządową milicję szabiha na cywilach 25 maja 2012 podczas wojny domowej w Syrii w wyniku czego zginęło 108 osób, z czego 49 osób stanowiły dzieci, 34 kobiety, a 25 mężczyźni. Były to jedne z najbardziej krwawych masowych egzekucji w trakcie syryjskiego konfliktu, szeroko potępione przez arenę międzynarodową oraz punkt kulminacyjny, po którym rebelianci zerwali rozejm i wznowili ataki na siły rządowe.

## Tło
Wojna domowa w Syrii wybuchła 15 marca 2011. Początkowo były to masowe demonstracje niezadowolonego społeczeństwa syryjskiego z sytuacji życiowej, które były krwawo tłumione przez siły bezpieczeństwa. Skutkiem tego było powołanie latem 2011 przez oficerów armii narodowej – Wolnej Armii Syrii (WAS). Od tego momentu dezerterujący żołnierze z armii Baszara al-Asada, byli zrzeszani wokół formacji opozycyjnej, która podjęła walkę partyzancką. Przez 14 miesięcy konfliktu życie straciło ponad 15 tys. ludzi, głównie cywile.
W czasie wojny domowej armia dokonywała licznych masakr w syryjskich miastach, atakując nieuzbrojonych cywilów z broni pancernej. Warta do odnotowania jest pacyfikacja Dżisr asz-Szughur z czerwca 2011, czy masakra Hamy z końca lipca 2011.
Hula to miejscowość leżąca na północ od miasta Hims, głównego bastionu rebeliantów, będącego od maja 2011 pod oblężeniem przez siły syryjskie. W czasie tego oblężenia dochodziło do zbrodni wojennych m.in. podczas ofensywy armii w dzielnicy Baba Amro w lutym 2012. Hula podczas wojny domowej była kontrolowana przez rebeliantów.
Wobec zaogniającej się sytuacji w Syrii najpierw Liga Państw Arabskich, a następnie Organizacja Narodów Zjednoczonych podjęła mediacje w celu osiągnięcie pokoju. Plonem tych zabiegów dyplomatycznych było wynegocjowanie pokojowego planu Annana na mocy którego miał obowiązywać od 12 kwietnia 2012 obustronny rozejm.
Jednakże de facto rozejm nie był respektowany przez siły rządowe, a w efekcie także przez rebeliantów. Ponadto reżim nie wypełnił żadnego z sześciu punktów planu Annana. W ramach tego planu wysłano do Syrii obserwatorów tworzących misję UNSMIS. Jednakże liczba 300 obserwatorów w szczytowym momencie okazała się niestarczająca by sprawnie monitorować sytuację w Syrii. Z czasem reżim dopuszczał się coraz większych pogwałceń rozejmu, czego punktem kulminacyjny była masakra w Huli.

## Masakra
Masakra miała miejsce 25 maja 2012 w mieście Hula. Po piątkowych modłach demonstranci ponownie wyszli na ulice by okazać swój sprzeciw wobec sytuacji w kraju, z kolei rebelianci przeprowadzili kilka ataków na wojskowe punkty kontrolne. W odwecie syryjska armia przeprowadziła intensywny ostrzał ulic za pomocą artylerii i ognia z czołgów. W ataku zginęło 20 osób. Następnie doszło do zbiorowych egzekucji w wiosce Taldu przyległej do Huli. Za uprowadzeniami i masowymi egzekucjami stała prorządowa milicja szabiha, która w przeszłości dokonywała podobnych egzekucji, jednak ta przyniosła najwięcej ofiar, zabito 88 osób. Łącznie zginęło 108 osób, w tym 49 dzieci, 34 kobiety i 25 mężczyzn, a 300 osób odniosło rany. Narodowa Rada Syryjska mówiła o 116 zabitych i 300 rannych.
Opozycjoniści zarzucili obserwatorom ONZ bierność. Pomimo tego, iż przebywali w Himsie, nie przybyli do Huli by przyczynić się do przerwania zbrodni. Obserwatorzy przybyli dopiero  po zakończeniu ostrzału miasta i egzekucji, kiedy ciała pomordowanych złożono do miejscowego meczetu. ONZ potwierdziło, iż odpowiedzialne za egzekucje było wojsko i oddziały szabiha. Syryjski rząd obwinił za masakrę terrorystów z Al-Ka’idy, nie biorąc na siebie żadnej odpowiedzialności. Władze syryjskie ogłosiły wszczęcie śledztwa, z którego wynikło iż za masakrą stało ośmiuset uzbrojonych syryjskich rebeliantów. Według strony rządowej po przeprowadzeniu przez nich skoordynowanych ataków na pięć punktów kontrolnych, dokonali oni masakry cywili, a ich celem było wzniecenie walk na tle wyznaniowym w Syrii
Prócz masakry w Huli, 25 maja 2012 zginęły także 43 inne osoby. Ofiary to głównie ludzie, którzy zostali zastrzeleni na ulicach innych syryjskich miast podczas protestów przeciwko masakrze w Huli. Niespokojnie wówczas było zwłaszcza w Hamie, gdzie 27 maja 2012 doszło do kolejnej masakry, w której zabito 41 cywilów. Doszło do tego, gdy rebelianci ostrzelali posterunki drogowe i inne pozycje sił rządowych. Armia odpowiedziała ogniem artyleryjskim i czołgowym. Według Rady Rewolucyjnej Hamy, wśród ofiar śmiertelnych było pięć kobiet i ośmioro dzieci.

## Reakcje międzynarodowe
Zbrodnia wojenna w Huli została szeroko skrytykowana na arenie międzynarodowej. Ministerstwo Spraw Zagranicznych Wielkiej Brytanii zażądało zwołania nadzwyczajnego posiedzenia Rady Bezpieczeństwa ONZ. Oburzenie i potępienie zbrodni wyraziły także resorty spraw zagranicznych Niemiec i Francji. Prezydent Francji François Hollande i premier Wielkiej Brytanii David Cameron podjęli decyzję, że zwiększą presję na reżim syryjski. Sekretarz Generalny ONZ Ban Ki-moon masakrę „oburzającym i odpychającym” pogwałceniem międzynarodowego prawa. Hillary Clinton, sekretarz stanu USA, potępiła zbrodnię i oświadczyła, że Stany Zjednoczone zwiększą presję na reżim syryjski. Zwołania posiedzenia Ligi Arabskiej zażądał Kuwejt.
Rosyjski minister spraw zagranicznych, Siergiej Ławrow stwierdził, iż wina za masakrę leżała po obu stronach. „W przypadku śmierci około 110 mieszkańców Huli mamy do czynienia z sytuacją, w której obie strony konfliktu najwyraźniej miały swój udział w śmierci niewinnych ludzi”, mówił Ławrow, na wspólnej konferencji z Williamem Hague'iem, szefem MSZ Wielkiej Brytanii, który z kolei oskarżył władze w Damaszku. Zaapelował też do władz Rosji o zwiększenie presji na Syrię. Także Chiny skrytykowały masakrę, jednak nie odniosły się do winowajców. W międzyczasie saudyjski naukowiec Ali Al Rabieei po wydarzeniach z Huli ogłosił nagrodę 450 tys. dol. za głowę Baszara al-Asada.
Zbrodnię wojenną potępiła Rada Bezpieczeństwa ONZ, które w trybie pilnym zebrała się 27 maja 2012. Rada Praw Człowieka ONZ ogłosiła zbadanie na specjalnej sesji w Genewie okoliczności masakry ludności cywilnej w Huli. Po tych wydarzeniach do Syrii ponownie udał się Kofi Annan, który miał rozmawiać z Assadem. Przed tym potępił krwawą łaźnię, nazywając ją „przerażającą zbrodnią”. Wezwał też prezydenta Syrii do udowodnienia, że pragnie on pokojowego rozwiązania kryzysu w kraju. Do spotkania w Damaszku doszło 29 maja 2012. Podczas drugiej wizyty w syryjskiej stolicy od czasu wprowadzenia rozejmu, Annan żądał wyegzekwowania sześciopunktowego planu pokojowego. Wezwał al-Asada do podjęcia „odważnych kroków”, przez co rozumiał zakończenie przemocy i zwolnienie aresztowanych opozycjonistów.

## Skutki masakry w Huli
Bezpośrednim skutkiem masakry w Huli było wydalanie syryjskich dyplomatów w z poszczególnych krajów. Niemcy poprosiły syryjskiego dyplomatę o opuszczenie kraju w ciągu 72 godzin. To samo uczyniły Włochy, Francja i Hiszpania. Wielka Brytania wydaliła syryjskiego Chargé d’affaires, podobnie jak stany Zjednoczone. Powrót do kraju dyplomatów nakazała także Turcja i Japonia. Ponadto Kanada wydaliła cały syryjski personel dyplomatyczny, a Australia dwóch syryjskich dyplomatów, w tym szefa misji. Przeciwko wydalaniu ambasadorów była Rosja. W odpowiedzi na zerwanie stosunków dyplomatycznych, władze Syrii uznały 18 dyplomatów z krajów zachodnich, w tym  wielu ambasadorów za persona non grata.
Narodowa Rada Syryjska wezwała społeczność międzynarodową do podjęcia interwencji militarnej przeciwko siłom Assada. Opozycja mówiła, iż tylko rozwiązanie siłowe mogło zakończyć akty ludobójstwa w Syrii. Niemieckie MSZ zasygnalizowało, iż będzie dążyć do nowych rozwiązań ws. Syrii, wobec braku efektu dotychczasowych działań. Prezydent Francji François Hollande nie wykluczył możliwości przeprowadzenia interwencji wojskowej, o ile zezwoli na to mandat RB ONZ. Ostry sprzeciw wobec interwencji wyraziły ponownie Rosja i Chiny. Przed interwencją ostrzegał Iran. Przewodniczący tamtejszego parlamentu Ali Laridżani stwierdził, że inwazja na Syrię mogłaby mieć wpływ na Izrael i Palestynę. W oświadczeniu ogłosił, że Iran popierał demokratyczne przemiany w Syrii.
Zachodnioeuropejska prasa przedstawiała masakrę cywilów w Huli jako moment zwrotny w wojnie domowej. Wskazywano, iż arena międzynarodowa zgodnie i ostro potępiła zachowania reżimu. Według mediów, sojusznicy Damaszku – Rosja i Chiny nie mogli już uznawać odtąd Baszara al-Asada za swojego partnera. Zauważono, iż dyplomacja uprawiana przez mocarstwa odbiegała od realnego świata. Kraje zachodu będące w pakcie na arenie Rady Bezpieczeństwa ONZ, mogły jedynie w oświadczeniach potępić zbrodnię i wydalić syryjskich dyplomatów, a główny mediator Kofi Annan nie miał realnie żadnego pola manewru.
Wobec nieskuteczności zabiegów społeczności międzynarodowej, opozycja ogłosiła fiasko planu Annana i zażądała ogłoszenia tego samego przez ONZ. Na początku czerwca 2012 rebelianci rozpoczęli akcje odwetowe i szeroko zakrojone operacje w Darze i Latakice. 4 czerwca 2012 rebelianci ogłosili oficjalnie, że nie obowiązuje ich już rozejm i wznowią działania przeciwko siłom rządowym w celu obrony narodu. W pierwsze trzy dni czerwca 2012 partyzanci zabili 80 żołnierzy syryjskich, którzy nasili swoje represje wobec opozycjonistów. 6 czerwca 2012 alawici dopuścili się kolejnej masakry, tym razem pod Hamą, gdzie zamordowano 86 cywilów.
7 czerwca 2012 Kofi Annan oficjalnie przyznał, że jego plan nie odniósł zamierzanych efektów, a Syria pogrążała się w wirze wojny domowej. „Mimo zaakceptowania mego sześciopunktowego planu i wysłania obserwatorów muszę szczerze przyznać, że plan nie został wdrożony” – oświadczył Annan na posiedzeniu Zgromadzenia Ogólnego ONZ. Powiedział, że rozwiązaniem radykalizującego się konfliktu mogło być powołanie grupy kontaktowej z członkami RB ONZ i liczącymi się krajami arabskimi na czele. Miało to według Annana nie dopuścić do kolejnych masakr w Syrii.
Jednak w Syrii doszło do eskalacji przemocy do tego stopnia, iż 16 czerwca 2012 zawieszono misję obserwacyjną ONZ. Powołana grupa kontaktowa uchwaliła na konferencji genewskiej z 30 czerwca 2012 zasady transformacyjne po zakończeniu konfliktu, jednak nadal nie było wiadomo jak go rozwiązać. Siły rządowe wraz z alawicką milicją 12 lipca 2012 dopuściły się jeszcze bardziej krwawej masakry w At-Turajmisie w prowincji Hama, gdzie zabito 150 osób.